# Naltrekson
Naltrekson – organiczny związek chemiczny, analog kodeiny, odwrotny agonista receptorów opioidowych. Stosowany jest w leczeniu uzależnienia od opioidów i od alkoholu.

## Mechanizm działania
Naltrekson jest odwrotnym agonistą receptorów opioidowych o okresie półtrwania dłuższym niż nalokson. Wykazuje silne działania antagonistyczne na receptory μ, nieco słabsze działanie na receptory κ i znacznie słabsze działanie na receptor δ.

## Metabolizm
Naltrekson jest metabolizowany w wątrobie przy udziale dehydrogenazy dihydrodiolowej, bez udziału izoenzymów cytochromu P450.

## Wskazania
Używany w terapii odwykowej u pacjentów uzależnionych od opioidów (dawki przekraczające 50 mg). W uzależnieniu od alkoholu stosuje się dawkę 50 mg, 100 mg w dni większego ryzyka picia alkoholu. Standardowo leczenie uzależnienia od alkoholu trwa 3 miesiące.
W przypadku tzw. terapii naltreksonem w niskiej dawce (ang. low dose naltrexone) stosuje się ok. 3–5 mg substancji na dobę, jednakże skuteczność takich działań nie jest potwierdzona naukowo. Sam wpływ naltreksonu na skuteczność terapii uzależnień bywa kwestionowany.

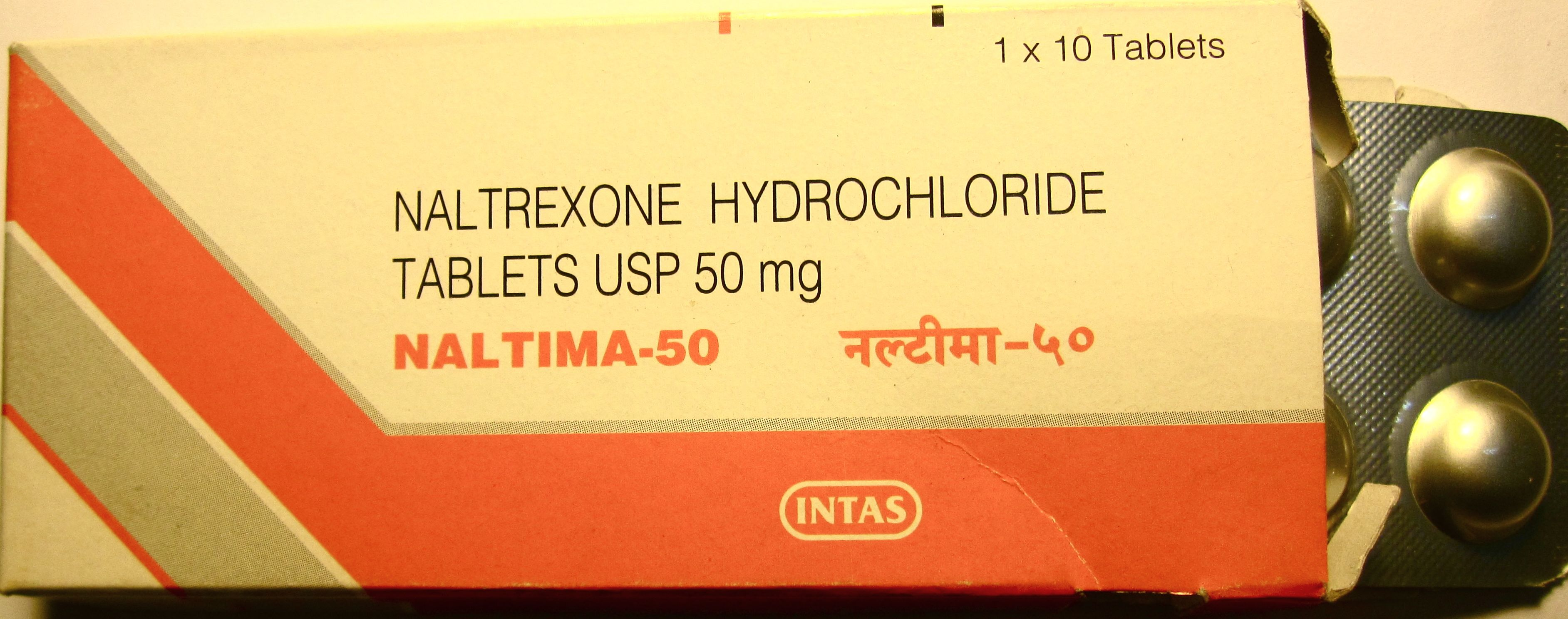
Chlorowodorek naltreksonu pod postacią leku Naltima-50 indyjskiej firmy Intas Pharmaceuticals

Naltrekson został zsyntetyzowany w 1965 roku przez koncern DuPont. W sprzedaży jest dostępny w postaci tabletek, implantów podskórnych oraz zastrzyków domięśniowych.
W badaniach pilotażowych potwierdzono skuteczność naltreksonu (podawanego dożylnie) na grupie osób z zaburzeniami osobowości typu borderline i z zaburzeniami depersonalizacyjnymi.